# 聖迭戈島 (墨西哥)

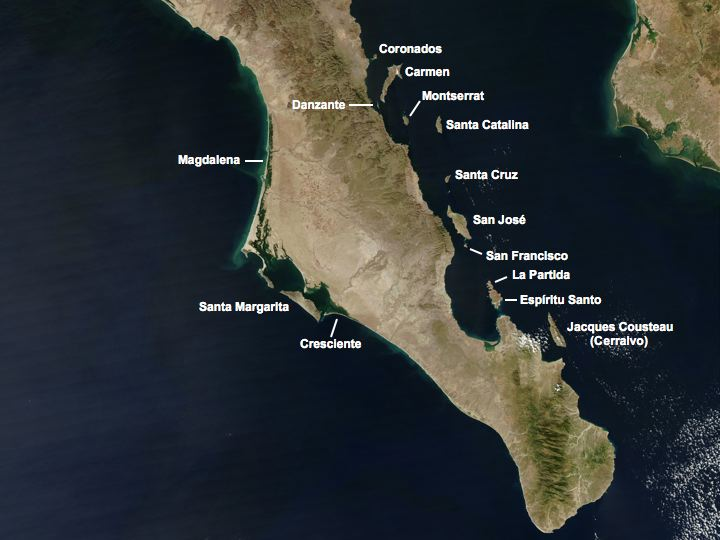

聖迭戈島是墨西哥的島嶼，位於下加利福尼亞半島以東21公里的加利福尼亞灣海域，由南下加利福尼亞州負責管轄，長1.5公里、寬0.5公里，面積0.56平方公里，島上無人居住。